# どうやら私の身体は完全無敵のようですね
『どうやら私の身体は完全無敵のようですね』（どうやらわたしのからだはかんぜんむてきのようですね）は、ちゃつふさによる日本のライトノベル。小説家になろうにて2016年9月13日よりWeb版の連載が開始、2017年の第5回ネット小説大賞を受賞し、GCノベルズ（マイクロマガジン社）より2017年から書籍版が刊行されている。イラストはふーみが担当している。2024年9月時点でシリーズ累計発行部数は100万部を突破している。
メディアミックスとして、、コミカライズ版が『ドラドラしゃーぷ＃』（KADOKAWA）にて2018年2月2日より連載開始され、現在は『ドラドラふらっと♭』（同社）にて引き続き連載している。作画はさばねこ。

## あらすじ
病弱なため、若くしてこの世を去った主人公の少女が異世界転生して物語を繰り広げる。
病弱だった為、転生のときに神に丈夫な身体が欲しいと願ったのだが、モンスターより強い身体になってしまう。
普通の生活をおくる為に周りには無敵の身体であることを隠そうとするのだが、様々な事件に巻き込まれ、偶然や誤解から事件を解決してしまい、騎士だ聖女だともてはやされてしまう。

## 登場人物
声はボイスコミック版。
メアリィ・レガリア
声 - 伊藤彩沙
異世界に転生した少女。公爵令嬢。物理攻撃無効、魔法攻撃無効の無敵の身体を持つ。白銀の髪のはかなげな感じのする美少女。
テュッテ
声 - 加隈亜衣
メアリィ専属のメイド。力を制御できないメアリィに代わって着替えの手伝いやドアの開け閉めまで世話をする。
サフィナ・カルシャナ
武勇に優れる少女。幼いときから剣をしこまれていたが弱気な為に親から見放されていたがメアリィに励まされ剣の才能を開花させる。
ザッハ・エレクシル
深く物事を考えない気質の少年。武術の才能は同年代ではメアリィ以外の誰にも負けないほど強い。
マギルカ・フトゥルリカ
魔術に秀でる少女。王子に会わせないようにメアリィに嫌がらせをするが、後にメアリィが最も頼る友人になる。
レイフォース・ルクア・ダルフォード
アルディア王国の第一王子。女性に甘い言葉をかけてばかりの少年だったが、メアリィに諭され国の仕事や学園の行事に積極的に取り組むようになる。

## 既刊一覧

### 小説
- ちゃつふさ（著）・ふーみ（イラスト） 『どうやら私の身体は完全無敵のようですね』 マイクロマガジン社〈GCノベルズ〉、既刊7巻（2024年11月29日現在）
  1. 2017年8月30日発売[4]、ISBN 978-4-89637-648-7
  2. 2017年12月29日初版発行（12月26日発売[5]）、ISBN 978-4-89637-681-4
  3. 2018年8月14日初版発行（8月9日発売[6]）、ISBN 978-4-89637-811-5
  4. 2019年5月1日初版発行（4月27日発売[7]）、ISBN 978-4-89637-875-7
  5. 2020年11月7日初版発行（10月30日発売[8]）、ISBN 978-4-86716-067-1
  6. 2022年6月5日初版発行（5月30日発売[9]）、ISBN 978-4-86716-298-9
  7. 2024年11月29日発売[10]、ISBN 978-4-86716-671-0

### 漫画
- ちゃつふさ（原作）・さばねこ（漫画） 『どうやら私の身体は完全無敵のようですね』 KADOKAWA〈ドラゴンコミックスエイジ〉、既刊12巻（2024年9月9日現在）
  1. 2018年8月9日発売[11]、ISBN 978-4-04-072838-4
  2. 2019年2月8日発売[12]、ISBN 978-4-04-073038-7
  3. 2019年10月9日発売[13]、ISBN 978-4-04-073357-9
  4. 2020年5月9日発売[14]、ISBN 978-4-04-073652-5
  5. 2020年9月9日発売[15]、ISBN 978-4-04-073791-1
  6. 2021年4月9日発売[16]、ISBN 978-4-04-074049-2
  7. 2021年10月8日発売[17]、ISBN 978-4-04-074267-0
  8. 2022年6月9日発売[18]、ISBN 978-4-04-074560-2
  9. 2022年11月8日発売[19]、ISBN 978-4-04-074749-1
  10. 2023年6月9日発売[20]、ISBN 978-4-04-074985-3
  11. 2024年2月9日発売[21]、ISBN 978-4-04-075312-6
  12. 2024年9月9日発売[2]、ISBN 978-4-04-075549-6